# Château de Montseveny
Le château de Montseveny est un château situé à Prades, en France.

## Description
Ce château est une ancienne maison forte construite au début du XVIIe siècle.

## Localisation
Le château est situé sur la commune de Prades, dans le département français de l'Ardèche à environ 750 mètres au sud du chef-lieu de la commune.

## Historique
L'édifice est inscrit au titre des monuments historiques en 2001.